# Xintangbian (köpinghuvudort i Kina, Zhejiang Sheng, lat 28,62, long 118,45)
Xintangbian (kinesiska: 新塘边) är en köpinghuvudort i Kina. Den ligger i provinsen Zhejiang, i den östra delen av landet, omkring 250 kilometer sydväst om provinshuvudstaden Hangzhou. Antalet invånare är 16 838. Befolkningen består av 8 660 kvinnor och 8 178 män. Barn under 15 år utgör 18,0 %, vuxna 15-64 år 62 %, och äldre över 65 år 19,0 %.
Runt Xintangbian är det ganska tätbefolkat, med 214 invånare per kvadratkilometer. Närmaste större samhälle är Yanrui, 15,1 km nordväst om Xintangbian. I omgivningarna runt Xintangbian växer i huvudsak blandskog.
Genomsnittlig årsnederbörd är 2 542 millimeter. Den regnigaste månaden är juni, med i genomsnitt 518 mm nederbörd, och den torraste är oktober, med 41 mm nederbörd.